# Streefkerk
Streefkerk is een Nederlands dorp en voormalige gemeente in het noordwesten van de Alblasserwaard in de gemeente Molenlanden in de provincie Zuid-Holland, het ligt aan de rivier de Lek. Streefkerk grenst verder aan de plaatsen Nieuw-Lekkerland en Groot-Ammers. Het dorp heeft een jachthaven.

## Geschiedenis
De oorspronkelijke naam van het dorp is 'Streveland'. 'Strevel' is hetzelfde als 'struweel', laag en moeilijk toegankelijk struikgewas. Strevelig land kan ook weerstrevend, weerbarstig land betekenen. Toen het dorp een eigen kerk kreeg veranderde de naam in 'Streefkerk'. 'Strevel' komt ook voor in de plaatsnaam Strevelshoek.
Op 6 mei 1914 was er brand in de Hervormde kerk. De kerkklok scheurde en in 1915 werd deze vervangen. In 1943 werd deze klok door de Duitsers uit de toren gehaald.
In 1949 werd de klok opnieuw gegoten. Nu worden ook vier wijzerplaten aangebracht. Daarvoor bezat de klok, maar één wijzerplaat aan de noordkant, dus aan de Lekzijde.
In 1986 werd de gemeente Streefkerk samen met de gemeenten Groot-Ammers, Langerak en Nieuwpoort heringedeeld tot gemeente Liesveld.
In 2013 werd de gemeente Liesveld samen met de gemeenten Graafstroom en Nieuw-Lekkerland heringedeeld tot gemeente Molenwaard. Deze gemeente is slechts 6 jaar later echter al weer opgegaan in de gemeente Molenlanden.

## Religie
De inwoners van het dorp zijn veelal bevindelijk gereformeerd, wat onder meer tot uiting komt in het houden van een strenge zondagsrust en het vaak niet willen toestaan van vaccinaties. Het was in 1992 in Streefkerk dat de laatste polio-uitbraak in Nederland plaatsvond.

## Verkeer en vervoer

### Provinciale wegen
In Streefkerk liggen de volgende provinciale wegen.
- Streefkerk - Bergambacht
- Nieuw-Lekkerland - Streefkerk

### Bussen
Er gaat een buslijn door Streefkerk. Hieronder een overzicht. De lijnen zijn van Qbuzz, die de streeklijnen aanduiden met streekBuzz.
- streekBuzz 74 = Nieuw-Lekkerland - Streefkerk - Groot-Ammers - Gorinchem

### Veerdiensten
Er is een veerdienst tussen Streefkerk en Bergambacht.

## Molens
In Streefkerk bevinden zich diverse windmolens: de poldermolens Broekmolen, de Achtkante Molen, de Kleine (Tiendweg) Molen en de Oude Weteringmolen. Daarnaast bevindt zich op de dijk de korenmolen De Liefde, die in 2008 is gerestaureerd.

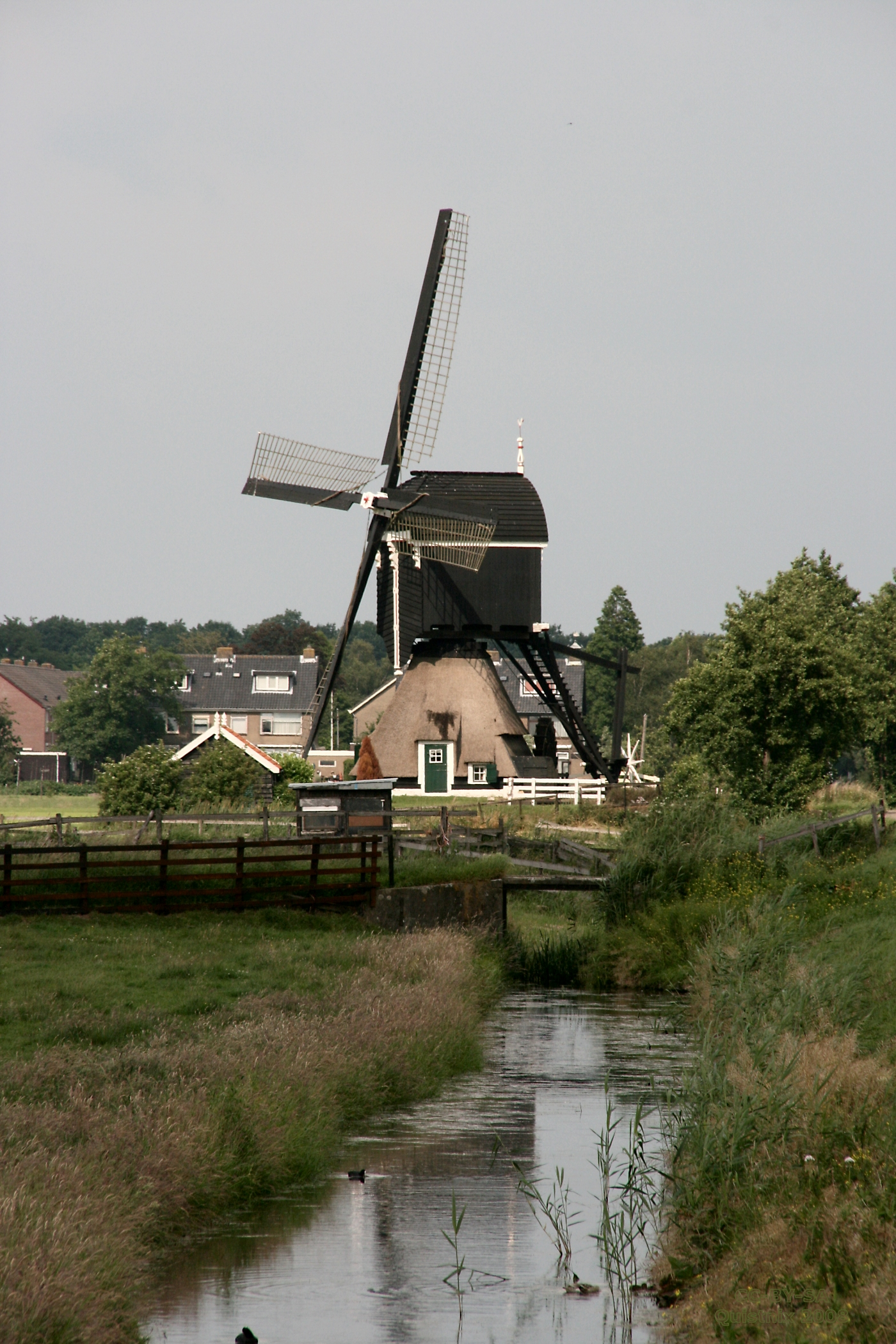
De Kleine (Tiendweg) Molen in Streefkerk
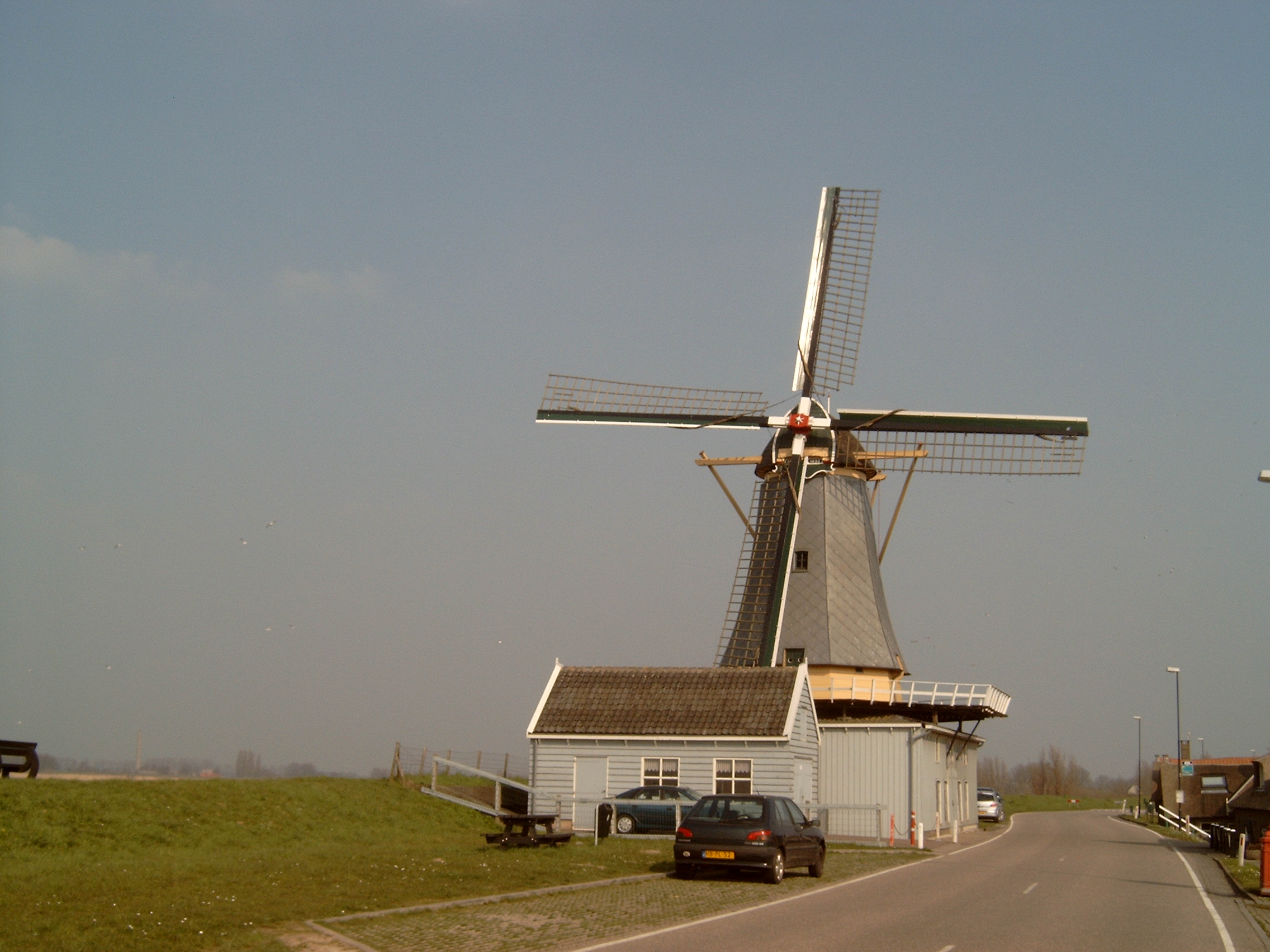
Streefkerk, molen De Liefde
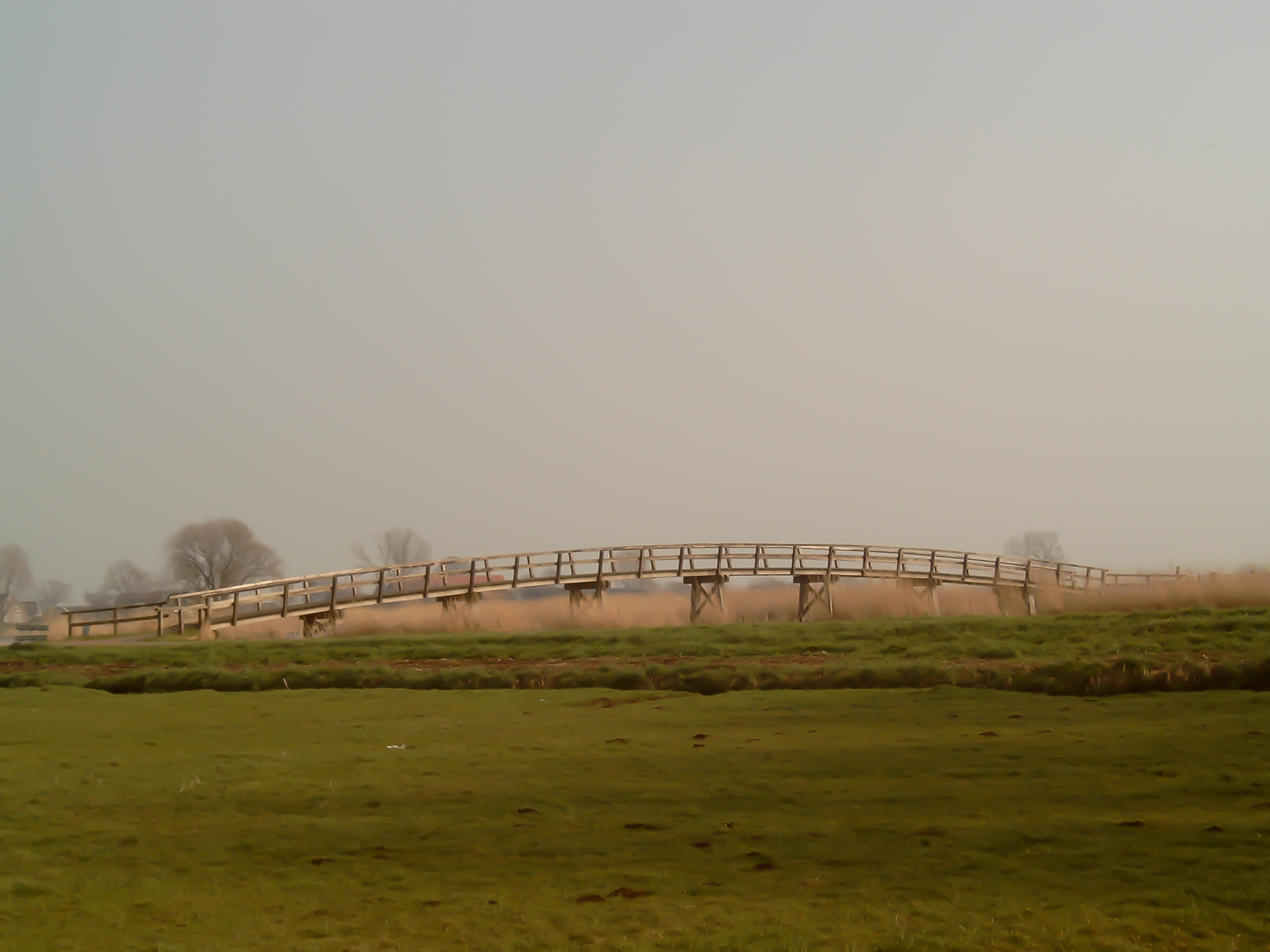
Streefkerk, fietsbrug in polderlandschap

## Bekende Streefkerker
- Cees Bakker (1939-2025), politicus
- Michael Prins (1985), zanger, winnaar van 'De beste singer-songwriter van Nederland' 2013